# Jarowit
Jarowit (lub Jerowit) – połabski bóg wojny, czczony w Wołogoszczy (Czrezpienianie) oraz Hobolinie (Hobolanie; współcześnie Havelberg). Źródła podają tylko krótki opis kultu; jego główna świątynia znajdowała się w Wołogoszczy, gdzie przechowywano należącą do tego boga złotą tarczę. Przez jednego z chrześcijańskich mnichów utożsamiony z rzymskim Marsem.

## Etymologia
W zapiskach łacińskich teonim ten zapisywany jest jako Gerovit i Herovith. Zapisy te należy odczytać jako Jarowit, gdyż w łacińskich tekstach niemieckich słowiański element jar- bywa zapisywany jako ⟨ger-⟩ lub ⟨her-⟩ (por. łac. Geressiwe = słow. Jarišov, łac. Gerus = słow. Jeruš, łac. Gergnew = słow. Jarogněv itp.). Pisownia przez ⟨h⟩ jest efektem zmiany grafemu ⟨g⟩ → ⟨gh⟩ → ⟨h⟩ z powodu dopasowania polskiej wymowy do niemieckiego piśmiennictwa. Staropołabską formę rekonstruuje się jako *Jerovit.
Badacze łączą rdzeń jar- z prasłowiańskim przymiotnikiem ‎*jarъ(jь) ‘krzepki, mocny’ (por. przest. pol. jary ‘krzepki’, dolnołuż. jěry ‘porywczy; nieokrzesany; bezlitosny’, scs. jarŭ ‘srogi, surowy’) lub z ‎*jarъ ‘wiosenny’ (por. starocz. jarý, starorus. jaryi ‘wiosenny’). Za wywodzeniem rdzenia od prasł. ‎*jarъ(jь) ‘krzepki, mocny’ przemawia fakt, że w prasłowiańskim istniał wyraz równobrzmiący do teonimu: ‎*jarovitъ(jь) ‘mocny, silny’ (por. ros. dial. jarowityj, serb. jarovit, bułg. jarowit).
W drugiej części znajdować ma się przyrostek -wit (domniemane prasł. ‎*-vitъ) oznaczający ‘pan, władca, bohater’. Przyrostek ma się wywodzić od wiciądz (prasł. ‎*vitędzь) o germańskiej etymologii. Część badaczy odrzucało jednak związek przyrostka z wiciądzem właśnie ze względu na germańskie pochodzenie tego słowa; część badaczy wiązała przyrostek ze słowem witać (prasł. ‎*vitati) ‘zapraszać, życzyć zdrowia’ lub hipotetycznym czasownikiem ‎*viti. W zależności od tego, jakie znaczenie słowa jary przyjmuje dany badacz, teonim ten tłumaczony jest np. jako ‘Młody pan’ lub ‘Silny, potężny pan’.
Część badaczy dzieli też teonim jako Jaro-owit, gdzie przyrostek -owit oznacza ‘kto ma dużo (czegoś)’, ‘charakteryzujący się (czymś)’, a teonim Jarowit ma znaczyć ‘Ten, u którego jest dużo tego, co jest jare (mocne, silne)’.

## Źródła
Bóg Jarowit pojawia się w hagiografiach św. Ottona, który prowadził misje chrystianizacyjnych wśród Słowian połabskich i Pomorzan: w Żywocie św. Ottona biskupa bamberskiego autorstwa mnicha Ebbona z 1151 r. oraz w Dialogu o życiu św. Ottona, biskupa bamberskiego mnicha Herborda, powstałym ok. 1158-1159 r.
Ebo podaje, że w kwietniu 1127 r. św. Otton wrócił na Pomorze w celu kontynuowania misji chrystianizacyjnych. Najpierw dotarł do Magdeburga, a następnego dnia udał się do Hobolina (dziś Havelberg). W mieście tym, prawie nikt nie nosił już chrześcijańskich imion, a gdy Otton dotarł do miasta, miasto było udekorowane flagami na cześć boga Jarowita. Następnie w maju Otton wysłał swoich towarzyszy, Ulricha i Albina, do Wołogoszczy, gdzie znajdowała się świątynia Jarowita, oraz gdzie rozpoczęli chrystianizację. Kapłan pogański, który o tym usłyszał, miał opuścić miasto w świątynnym przebraniu i udając samego Jarowita, nakazać spotkanemu w lesie mieszkańcowi by ten przekazał mieszkańcom miasta, że mają zabić chrześcijan, inaczej wszyscy zginą. Wieczorem, tego samego dnia:

Niektórzy z towarzyszy biskupa (Ottona) chcąc obejrzeć świątynię w tym grodzie położoną podchodzili nieostrożnie; widząc to obywatele podejrzewali, że się zamierza spalić świątynię, i tłumnie hałasując bronią, chcieli zabiec drogę... (misjonarze) w ucieczce szukają ratunku. Kleryk zaś imieniem Dytryk, który ich wyprzedzając doszedł do drzwi samej świątyni, nie wiedząc, gdzieby zawrócić, odważnie wpadł do świątyni, a widząc na ścianie złotą tarczę poświęconą bogu Jarowitowi, który był bogiem wojny – nie wolno jej było dotknąć nikomu – pochwycił tę tarczę i ruszył im naprzeciw. Ci zaś, jako głupie wieśniaki, myśląc, że ich bóg Jarowit na nich pędzi, zdumieni zawrócili i padli na ziemię. Dytryk zaś widząc ich głupotę uciekł rzuciwszy tarczę...

– Ebbon, Żywot św. Ottona biskupa bamberskiego

Herbord podaje podobne informacje o próbie zabicia chrześcijan – chrześcijański kapłan, który ukrył się w pogańskiej świątyni, wziął dużą, pokrytą złotymi płatami tarczę, której nie mógł dotknąć żaden człowiek, która wyciągana była tylko w czasie wojny. Owa tarcza poświęcona była „bogu Jarowitowi, który po łacinie nazywa się Mars”. W wersji Herborda groźba boga wypowiedziana przez ustami kapłana miała brzmieć następująco:

Jam jest waszym bogiem, który pokrywa pola trawą, a lasy liśćmi, rodzi zbiory na polach i drzewach, (daje) płodność bydłu. Wszystko, czego używają ludzie, pochodzi z mojej mocy.

– Herbord, Dialog o życiu św. Ottona, biskupa bamberskiego

## Interpretacje
Święto siewu poświęcone Jarowitowi, którego świadkiem był Otton, miało prawdopodobnie miejsce 15 kwietnia. Uważa się, że teonim Jarowit jest stosunkowo nowe i zastąpiło wcześniejsze na zasadzie tabu. Według Henryka Łowmiańskiego historia o kapłanie przebierającym się za Jarowita i grożącym mieszkańcom została wymyślona przez chrześcijan, aby ośmieszyć kapłana.
Badacze różnie interpretują Jarowita. Według Aleksandra Gieysztora Jarowit jest oczywistym bogiem wojny, a złotą tarczę strzeżoną w świątyni porównuje do tarczy strzeżonej w rzymskiej Regii. Bóg ten miał być połabską hipostazą Peruna. Według Andrzeja Szyjewskiego bóg ten przejawia cechy słoneczne, wojenne, odpowiadał również za sferę płodności, urodzaju i młodości.
Część badaczy łączy także postać Jarowita ze wschodniosłowiańską postacią o imieniu Jaryło, który przez część badaczy uznawany jest za wschodniosłowiańskie bóstwo. Informacja o Jaryle pojawia się dopiero w 1765 r. i opisany jest tam jako ludowy obrzęd zniesiony przez biskupa. Zgodnie z materiałem etnograficznym jedną z dziewczyn ubierano w ubranie Jaryły; Jaryło miał być młodzieńcem w białej szacie, bosy, z głową ludzką w prawej ręce, z kłosami żyta w lewej, w wieńcu z ziół i miał siedzieć na białym koniu. Za identycznością lub związkiem Jarowita z Jaryłą przemawiać ma przede wszystkim to, że oba imiona zawierają ten sam rdzeń jar- oraz, że święta związane z jednym i drugim miały miejsce 15 kwietnia (lub w podobnej dacie). Pogląd o związku Jarowita i Jaryły wspierają np. Gieysztor, Michal Téra, Roman Zaroff. Jednakże inni badacze uważają związek obu postaci za kontrowersyjny, np. Łowmiański, Stanisław Urbańczyk czy Jerzy Strzelczyk, podobnie za kontrowersyjne uznaje się interpretowanie Jaryły jako bóstwa.
Część badaczy uznaje też, że Jarowit i Świętowit to bóstwa identyczne lub synonimiczne. Jako pierwszy taki pogląd zaproponował Aleksander Brückner, który uznał, że słowa jary i święty dawniej były synonimami i że oba oznaczały ‘silny’, a święty zaczęło oznaczać ‘święty’ dopiero pod wpływem chrześcijaństwa. W związku z tym teonimy Jarowit i Świętowit oznaczają to samo, tak jak imiona Jaropełk i Świętopełk, przy czym teonim Jarowit miał powstać jako pierwszy, później przez Rugian zastąpiony Świętowitem. Pogląd o bliskim związku obu bóstw poparli m.in. Urbańczyk, Łowmiański i Zaroff. Jednak współcześnie pogląd, że jary i święty to synonimy jest krytykowany i często niewspierany.

## W archeologii
W kościele św. Piotra w Wolgaście znajdują się dwie kamienne płyty. Pierwsza z nich, o wymiarach 86 × 46 cm, została odnaleziona w 1920 pod posadzką, a następnie wmurowana w ścianę kościoła. Na tej płycie został wyryty mężczyzna w długiej szacie, z rękoma uniesionymi do góry, w prawej ręce trzymający włócznię. W późniejszym czasie nad głową wykuto maltański krzyż. Postać być może stoi na wzgórzu. Kamień ten nazywany jest kamieniem Jarowita (niem. Gerovitstein).
Druga płyta ma wymiary 193 × 117 cm. Przedstawia mężczyznę w długiej szacie ozdobionej poniżej pasa ornamentem, w prawej ręce trzyma włócznię, której grot został zniszczony przez dorobiony krzyż maltański. Lewa ręka łukowato opiera się o biodro, co odpowiada miniaturowym figurkom z okresu słowiańskiego.